# 필기체 (컴퓨터 글꼴)
컴퓨터 글꼴의 한 종류인 필기체(筆記體)는 세리프형의 비트맵 글꼴 중 하나로, 이름 그대로 필기체를 기반으로 한 비트맵 글꼴이다. 글씨 모양이 예쁘고 깔끔해서 한글을 사용하는 도스 기반의 수많은 응용 소프트웨어에서 사용되었다. 한/글에서는 벡터 글꼴로 전환되었다.

## 필기체가 사용된 소프트웨어들
- 한/글